# Aloha from hell
Aloha from Hell là 1 ban nhạc Rock đến từ Aschaffenburg (Bavaria, Đức).

## Sự nghiệp
Aloha from Hell thành lập năm 2006. Nhưng sự nghiệp của ban nhạc bắt đầu bằng chiến thắng trong cuộc thi BRAVO Bandnewcomer Contests  vào năm 2007 với một hợp đồng thu âm của Sony BMG. Thành công lớn đầu tiên của họ là buổi biểu diễn trong cuộc thi BRAVO Supershow 2008 với hơn 6000 khán giả.
Ngày 06 tháng 6 năm 2008, đĩa đơn đầu tay của họ, Don't gimme that, đã được phát hành dưới sự sản xuất của Alex và René Rennefeld, âm nhạc theo motiv của Die Happy, Nickelback, Avril Lavigne, Paramore và Evanescence.

Ban nhạc chỉ hát bằng tiếng Anh (chúng ta đều biết rằng tiếng Đức của người vùng Bavaria rất khó nghe). Album No more Days to waste đã được phát hành vào ngày 16 tháng 1 năm 2009. Ngày 29 tháng 5 năm 2009 họ đã đoạt giải thưởng Comet trong lễ trao giải Bester Durchstarter.
Ngoài thành công tại bảng xếp hạng Áo, họ còn tạo được bước đột phá trên nhiều nước châu Âu khác với nhiều chuyến lưu diễn tại Brussels / BE (3 tháng sáu), Paris / FR (June 4), Lyon / FR (5 tháng sáu) và Strasbourg / FR (6 tháng sáu).
Họ bắt đầu tấn công thị trường âm nhạc Nhật Bản. Single và Album No more Days to waste hiện đang nằm trong top 10 của bảng xếp hạng Nhật Bản. Tháng 6 năm 2009 họ đã đến Nhật Bản để quảng bá cho Single mới Can you hear me Boys.
Tháng 12 năm 2009 Vivi nói rằng họ đang chuẩn bị công việc thu âm album tiếp theo để cho ra album vào khoảng cuối năm 2010. Tuy nhiên ngày 15 tháng 7 năm 2010, Aloha from hell tuyên bố tan rã, buổi diễn cuối cùng của họ diễn ra tại Hainsfahrt (Đức)  ngày 24 tháng 7 năm 2010.

## Thành viên
- Vocal: Eileen Vivien "vivi" Bauer Schmidt (10 tháng mười một, 1992)
- Guitar: Moritz "Moo" Keith (tháng bảy 18, 1990)
- Guitar: Andreas "Andy" Gerhard (28 tháng tư, 1987)
- Bass: Maximilian "MaxForman (tháng sáu 17, 1991)
- Trống: Felix "Feli" Keith (26 tháng năm, 1993)

## Đĩa đơn
2008: Don't gimme that
2008:walk away
2009:No more Days to waste
2009:Can you hear me Boys

## Album
No more Days to waste (26 tháng 1 năm 2009)

## Giải thưởng
Comet trong "Bester Durchstarter"